# Kalamua
 (octobre 2010).
Kalamua, connue aussi sous le nom de Max, est une montagne de 770 mètres d'altitude. Elle se situe à la limite de la province de Biscaye et du Guipuscoa, dans le massif de Kalamua, situé dans les Montagnes basques. À son sommet se trouvent les limites des communes de Markina-Xemein et d'Etxebarria (en Biscaye), et Elgoibar (au Guipuscoa). Par ailleurs, il est traversé par la ligne de partage des eaux entre les versants des rivières Deba et Artibai.
Sur le sommet se trouve un point géodésique de premier ordre.

## Étymologie
Le terme de Kalamua, étymologiquement kal(a), « lieu haut, élevé » avec vues (normalement sur la mer) et muga, « limite », indique sa situation quant aux vues et aux paysages que l'on peut observer depuis son sommet. Cette montagne est le premier sommet que voient les marins qui s'approchent des ports de Deba, Mutriku, Ondarroa et Lekeitio.

## Géographie
Situé près de la montagne Urko (795 m), il forme un massif dont font partie le sommet de l'Akondia (749 m), du Garagoitxi (701 m) et du Morkaiku (568 m), s'étendant jusqu'à Arrate (531 m). Le massif est divisé par plusieurs cols : celui d'Ixua, d'où l'on peut monter à Urko et à Kalamua, et à celui d'Urkaregi, où se situe celui de San Miguel.
Il est considéré comme une des meilleures tours de guet (atalaia en basque ou atalaye en français) de la carte physique basque. Vers le nord on arrive à apercevoir le golfe de Gascogne et des forêts et prairies aux tons verts parsemés de toits rouges et les murs blancs des fermes.
Sur le versant sud, situé dans le territoire d'Elgoibar, se trouvent les quartiers ruraux Idotorbe ou San Pedro, et d'Aiastia (San Miguel), où l'on conserve avec zèle les coutumes et les traditions qui se perdent dans la nuit des temps, constituant un important legs ethnographique.
L'identité de Kalamua est intimement liée à la ville d'Eibar. Avec Urko et Arrate, il forme le poumon de cette ville industrielle. Les promenades, qui étant donné les faibles altitudes sont simples et agréables, se transformant en ballades habituelles pour les eibarais (gentilé de Eibar), qui parcourent leurs chemins et finissent la randonnée avec un agréable verre de cidre dans les nombreux bars et restaurants se trouvant dans la zone.

## Histoire
Les dolmens de Diruzulo (littéralement trou d'argent) et d'Olaburu, ou le castro de Moru, sont des témoignages de l'occupation des lieux dès la Préhistoire. Ils remontent à l'Âge du bronze et du fer.
En 1390, dans les champs proches d'Akondia, dans le contexte de la guerre des bandes, on a livré une bataille entre les Oñaciens et Gamboins : les Oñaciens étaient de la maison d'Unzueta et de l'autre côté ceux d'Ibarguren, qui ont perdu là un de leurs hommes forts, Juan de Ibarguren, et avec lui cette bataille. Le désagrément vient en 1420, quand les Gamboins ont brûlé la maison tour des Eibarais. Deux ans plus tard, de nouveau à Akondia, ceux d'Unzueta ont vaincu leurs ennemis.
Pendant tout l'hiver 1936-1937, le front de la guerre civile espagnole s'est tenu dans ces montagnes. Kalamua était la ligne de front et le témoin des batailles qui ont été livrées entre les défenseurs de la légalité républicaine et les insurgés en armes. On retrouve encore de nombreux vestiges : tranchées, bunkers et refuges restent encore visibles.

## Ascension
L'itinéraire normal pour accéder au Kalamua est celui d'Ixua ou Usartza. Il est habituel pour ceux qui viennent d'Eibar. On peut longer Akondia et Garagoitxi ou les gravir. Il est possible de commencer depuis Arrate, pour allonger ainsi la ballade.
Depuis Elgoibar : on monte facilement depuis le col de San Miguel, prendre la piste qui va à la ferme Oa Nagusi, à côté du fronton, ou depuis l'aire de San Pedro, par la piste qui mène à la ferme Armaxio.
Temps d'accès :
- Ixua (1 h) ;
- Arrate (1 h 15 min) ;
- Elgoibar (1 h 45 min).